# Taihangshan-Tunnel
Der Taihangshan-Tunnel (chinesisch 太行山隧道, Pinyin Tàiháng Shān Suìdào) ist ein zweigleisiger Eisenbahntunnel in der nordchinesischen Provinz Shanxi. Im Jahr 2019 war er mit 27,8 Kilometern Länge der drittlängste Eisenbahntunnel in der Volksrepublik China – nach dem Neuen Guanjiao-Tunnel und dem Westlichen Qinling-Tunnel. Der Tunnel ist seit dem 1. Januar 2009 in Betrieb.

## Beschreibung
Der Tunnel gehört zur ShiTai-Eisenbahnstrecke (石太客运专线), einer 189,93 km langen Hochgeschwindigkeitsstrecke, die Shijiazhuang, die Hauptstadt der Provinz Hebei, mit Taiyuan, der Hauptstadt der Provinz Shanxi, verbindet. Diese wiederum ist Teil der Schnellfahrstrecke Qingdao–Taiyuan. Mit dem Bau der ShiTai-Eisenbahnstrecke wurde am 11. Juni 2005 begonnen. Die erste der zwei Tunnelröhren war am 22. Dezember 2007 fertiggestellt und die gesamte Strecke wurde am 1. Januar 2009 für den Verkehr freigegeben. Der ursprünglich anvisierte Zeitplan wurde dabei vollständig eingehalten.
Der Tunnel unterquert in 1311 Metern Höhe über dem Meeresspiegel in einer maximalen Tiefe von 445 Metern das gleichnamige Taihang-Gebirge (Taihangshan) im Bereich des Berges Yuexiushan (越宵山). Zum Zeitpunkt der Eröffnung war der Tunnel der längste Eisenbahntunnel Chinas. Das Tunnelbauwerk hat zwei Röhren, die im Abstand von 35 Metern parallel durch den Berg geführt werden. Alle 420 m besteht ein Verbindungsgang zwischen den Tunnelröhren. Die eine Tunnelröhre ist 27,839 Kilometer lang und die andere 27,848 Kilometer.
An dem Bau des Tunnels waren neben der staatlichen chinesischen China Railway Construction auch ausländische Firmen, wie Parsons Brinckerhoff (seit 2018 Teil von WSP Global), beteiligt.